# LON-CAPA
LON-CAPA (Akronym des englischen Begriffes LearningOnline Network with Computer-Assisted Personalized Approach) ist eine E-Learning-Plattform bzw. eine Lernplattform, auch CMS (engl. Course Management System) oder LMS (engl. Learning Management System), die 1999 aus den vereinigten E-Learning-Projekten CAPA und LectureOnline entstand und die Funktionalitäten beider Systeme kombiniert. 
LON-CAPA ist mit den üblichen Bestandteilen einer Lernplattform ausgestattet, d. h. Benutzerrollen, Kalender, E-Mail, Chaträumen, Blogs, Erstellung von Ressourcen, Auswertung von Prüfungen usw. Von den traditionellen Lernplattformen unterscheidet sie sich darin, dass ihre vielen Webserver (an verschiedenen Standorte der Welt) miteinander kommunizieren können. Deshalb kann der Name LON-CAPA auch mit dem LON-CAPA-Netzwerk gleichgesetzt werden, d. h. der Gesamtmenge der LON-CAPA-Webserver und der spezifischen Implementierung eines diese Webserver vernetzenden Internetprotokolls. LON-CAPA lässt sich auch als das LON-CAPA-Projekt verstehen, d. h. das Kernteam der Wissenschaftler und der Programmierer, die die LON-CAPA-Software entwickeln und unterstützen.
Ab 2007 gibt es mehr als 130 LON-CAPA-Domänen, wobei eine Domäne als einheitliche Teilmenge der LON-CAPA-Webserver zu verstehen ist. LON-CAPA-Domänen werden in der Regel von Universitäten und High Schools in den Vereinigten Staaten und Kanada verwaltet. Unter den Domänen befinden sich jedoch auch einige Privatunternehmen und eine wachsende Anzahl von Universitäten in Europa, Asien, Südamerika und Afrika. Mithilfe der LON-CAPA-Tools können teilnehmende Universitäten und Schulen eigene Lernressourcen (Prüfungsaufgaben, Webseiten usw.) erstellen und diese über das Netzwerk gemeinschaftlich nutzen. Dieser kooperative Aspekt ist kennzeichnend für LON-CAPA.
Ein weiteres Unterscheidungsmerkmal von LON-CAPA ist die Fähigkeit, Prüfungsaufgaben zu erstellen, die (als Perl-Variablen abgespeicherte) Zufallszahlen anwenden. Auf diese Weise kann der XML-Quelltext einer einzelnen Prüfungsaufgabe eine Menge von ähnlichen, jedoch unterschiedlichen Prüfungsaufgaben generieren, was in einer Prüfungssituation das Risiko von Betrug reduzieren kann. 
Der Großteil von LON-CAPAs Lernressourcen ist auf Englisch verfasst und konzentriert sich auf die mathematischen Wissenschaften und die Naturwissenschaften, vor allem Physik und Chemie. Zur Darstellung von Formeln und mathematischen Ausdrücken wird die Sprache LaTeX verwendet. Das Projekt wird von der National Science Foundation (NSF) finanziert.
LON-CAPA ist open source und lizenzkostenfrei. Verwendete Technologien sind vor allem Linux, Apache, mod_perl, MySQL, LaTeX und CPAN. Das LON-CAPA-Kernteam ist an der Michigan State University in East Lansing, Michigan, USA angesiedelt. Weitere wichtige LON-CAPA-Netzwerk-Knotenpunkte befinden sich an der Simon Fraser University und an der University of Illinois at Urbana-Champaign.